# Wilson Achia
Wilson Achia (ur. 18 czerwca 1959) – ugandyjski lekkoatleta, maratończyk, uczestnik Letnich Igrzysk Olimpijskich 1984.
Podczas Letnich Igrzysk Olimpijskich 1984 startował w biegu maratońskim. Achia był jednym z 29 zawodników, którzy nie ukończyli maratonu.
W 1985 roku, podczas mistrzostw Ugandy w lekkoatletyce, Achia zdobył dwa złote medale w biegach na 5000 metrów (z czasem 15:07,04) i na 10 000 metrów (31:15,5).

## Rekordy życiowe
| Dystans | Wynik (s) | Data |
| ------- | --------- | ---- |
| maraton | 2:21:44   | 1988 |